# 영창대군묘
영창대군묘(永昌大君墓)는 대한민국 경기도 안성시 일죽면 고은리에 있는 조선시대 선조와 인목왕후 사이에 태어난 영창대군(1606∼1614)의 묘소이다. 1983년 9월 19일 경기도의 기념물 제75호로 지정되었다.

## 개요
선조와 인목왕후 사이에 태어난 영창대군(1606∼1614)의 묘소이다.
선조의 14명의 아들 중 유일하게 왕비의 소생으로 선조의 특별한 총애와 소북파(小北派)의 지지를 받으며 이미 세자로 책봉된 광해군 대신 세자로 책봉될 가능성이 많았으나 선조의 갑작스런 죽음으로 실현되지 못했다.
광해군 즉위 후 소양강을 무대로 시와 술을 즐기던 서양갑·박응서 등 7명의 서출들이 역모를 꾸몄다하여 ‘7서의 옥’이 일어났다. 그러자 광해군을 지지하던 대북파(大北派) 이이첨 등은 이들로 하여금 영창대군 추대음모를 거짓 진술케 함으로써 영창대군을 평민으로 강등시켜 유배시켰다. 영창대군은 그 뒤 유배지에서 강화부사에 의해 살해되었으며, 1623년 인조반정으로 복직되었다.
인조반정 이후 남한산성 아래에 안장되었다가 성남시 개발계획에 의해 이곳으로 이장되었다. 봉분 아랫부분에는 연꽃무늬가 새겨진 둘레석을 둘렀으며, 그 앞에는 상석·향로석·묘비·동자석 등이 있다. 좌우에는 멀리서도 무덤이 있음을 알려주는 망주석과 문인석이 한 쌍씩 세워져 있다.

## 같이 보기
- 영창대군

## 참고 문헌
- 영창대군묘 - 국가유산청 국가유산포털